# إيريك بيرن
إيريك لينارد بيرن(بالإنجليزية: Eric Berne)‏ هو طبيب نفسي وكاتب كندي المولد وأمريكي الجنسية ومؤسس نظرية التحليل التعاملي:

## نبذة عن حياته
ولد في 10 مايو 1910 (أريك لينارد بيرن 1910 ـ 1970 ) في مونتريال بكندا لعائلة يهودية .. .. وهو طبيب نفساني، تخرج من الجامعات الأميركية وتدرب على التحليل النفسي وحصل على درجة في الطب M.D. من جامعة مكجيل عام 1935 ، وعمل في الطب النفسي بجامعة ييل Yale بعد عامين من التدريب على المساعدة الإكلينيكية بمستشفى مونت زيون بنيويورك، وقد صدر لبيرن مؤلفات عديدة منها كتاب (العقل في العمل ) وكتاب (التحليل النفسي) وكتاب ( ألعاب الناس : سيكولوجية العلاقات الإنسانية ) . وآخر كتبه نشر في عام1972 بعد وفاته بعنوان (ماذا تقول بعد أن تقول أهلا
حصل بيرن على شهادة البكالوريا من جامعة ماكجيل في عام 1931، ودرجة الدكتوراه في الطب والجراحة في عام 1935.]]. .
بينما كان لا يزال طالب في مدينة في ماكجيل كان يكتب كتب في عدد من الصحف المحلية باستخدام أسماء مستعارة . وتابع الدراسة وتخرج بشهادة الطب النفسي من جامعة ييل، حيث درس التحليل النفسي . [1] وأكمل تدريبه في عام 1938 وأصبح مواطنا أميركيا في عام 1939.

## عمله
بعد الحرب، استأنفت بيرن دراسته تحت اسم إريك إريكسون في سان فرانسيسكو في معهد التحليل النفسي ومارسه عمله فيمستشفى جبل صهيون.
بدأ بيرن العمل في الابتعاد عن تيار علم النفس الكلاسيكي أو الذي كان يعتمد في علاجه على التركيز على ماضي المريض النفسي. و أعتمد في علاجه في الاهتمام بالامور المستقبلية لتحسين حالة المرضى وقال انه نشر أعماله في العديد من المجلات الفنية، ولكنه تعرض للانتقاد ولردود فعل سلبية إلى حد كبير.
في عام 1943 قام بتغيير الاسم القانوني له ليصبح إريك برين. .
انقطع برين عن التدريب في المشافي واسُتدعي للخدمة العسكرية في الحرب العالمية الثانية وخدم في الهيئة الطبية لجيش الولايات المتحدة الأمريكية ، حيث وصل إلى رتبة لواء . بعد أن قضى في مستشفى بوشنل للجيش في أوغدن، يوتا ، وسرح في عام 1945. .

## الحياة الشخصية
كان بيرن متزوجا ثلاث مرات. وكانت زوجته الأولى تدعى إلينور مكراي. تزوجا في عام 1942، وانجبو طفلان، ووانفلا بصورة حادة في عام 1945. [1] وفي عام 1949 تزوج بيرن من فتاة تدعى دوروثي ديماس وي، وانجباأيضا طفلين قبل طلاقهما في عام 1964. وبعد شهرته تزوج اريك للمرة الثالثة، من توري بيترسون في عام 1967. استمر زواجهما مدة اقامتهم في مدينة كرميل، في كاليفورنيا ، حيث استمر في تأليف الكتب، . وانتهى هذا الزواج أيضا بالطلاق، في أوائل 1970.

## وفاته
اصيب برين بنوبة قلبية وتوفي في مدينة كارميل بويلاية كاليفورنيا بتاريخ 15 يوليو 1970.

## روابط خارجية
- إيريك بيرن على موقع الموسوعة البريطانية (الإنجليزية)